# Колонтаев
Колонта́ев, (в XVIII веке — Каланта́ев; укр. Колонтаїв) — село в Краснокутском районе
Харьковской области Украины. 
Являлось до 2020 года административным центром Колонтаевского сельского совета, в который, кроме того, входят сёла Капранское и Котелевка.
Код КОАТУУ — 6323583701. Население по переписи 2001 года составляло 1197 (546/651 м/ж) человек.

## Географическое положение
Село Колонтаев находится на расстоянии 18 км от Краснокутска на правом берегу реки Мерла;
выше по течению примыкает к селу Любовка,
ниже по течению на расстоянии в 2 км расположено село Капранское,
на противоположном берегу расположены сёла Зубовка,
Комаровка,
Березовка.
Через село проходит автомобильная дорога Т-1701 (Т-1702).

## История
Существует несколько версий о времени основания села Колонтаев:
- В 1646 году, но эта дата пока документально не подтверждена.
- В 1654 году, согласно «Строельной книги г. Колонтаева». В книге, присланной в Москву 10 декабря 1655 года с мещанином Тимофеем Щеншиным говорится: «Лета 7162 г. августа в 22 день, по государеву цареву и великого князя Алексея Михайловича вся великія и малыя и белыя Росіи самодержца указу, боярин и воеводы Василій Борисович Шереметев да окольничей Федор Васильевич Бутурлин да дьяк Микита Головнин ездили из Белагорода для осмотру по валу всяких крепостей и чтоб в которых местех учинить всякие крепости вновь, а от воинских бы людей были те крепости в заступу…, да меж Муромскіе сакмы и старого Бокаева шляху, на реке Мерлу, меж Колонтаева и Грудскова бродов, по осмотру окольничего и воеводы Федора Васильевича Бутурлина, велели сделать город же деревянной рубленой со всякими крепостми…» Город строили московские городовые дворяне и жильцы, дети боярские и люди солдатского строя. В городе были приказная изба и воеводский двор, казённый погреб и житницы, тюрьма с острогом. В 1656 году в г. Колонтаев была освящена Соборная церковь Успения Пресвятой Богородицы. Церковь освятил дьякон Знаменского монастыря г. Хотмыжска, Родион.[1] Вокруг трех рубленых стен города до реки был выкопан ров в 1,5 сажени без трех вершков ширины и 1 сажень с тремя вершками глубины, за которым поставили в два ряда надолбы с честиком, а против четвёртой острожной стены была река Мерло с её болотистыми берегами. За городом: за Грудскими воротами вверх по р. Мерла по левую сторону построили церковь, стрелецкую, казачью и пушкарскую слободы. За Колонтаевскими воротами, по другую сторону города, так же была церковь и к ней черкасская слобода, там же намечалось построить торговые лавки и гостиный двор для купцов. В окрестностях города была устроена система укреплений.[2]
- 1658 — дата основания по данным архиепископа Филарета Гумилевского[3].

В 1668 году колонтаевские черкасы пошли за атаманом Иваном Сирко, сторонником гетмана Ивана Брюховецкого.
В 1680 году 22 июля во время пожара Колонтаев выгорел почти полностью.
В конце XIX века, согласно энциклопедическому словарю Брокгауза и Ефрона, слобода Колонтаев относилась к Богодуховскому уезду Харьковской губернии и являлась одним и старейших поселений края. В слободе проживало 4838 жителей в 851 дворе, которые владели более 10 тысячами десятин земли, имелись 3 церкви, школа и 6 лавок.
В 1966 году население 2244 человека; здесь работали два колхоза: "Знамя" (Прапор) и "Красный Октябрь" (Червоный Жовтень), имевшие совокупно 7059 га земли; три школы (средняя и две начальные), два клуба, три библиотеки, больница. 

## Объекты социальной сферы
- Колонтаевский детский сад.
- Колонтаевская ООШ, основана в 1912 году[7].

## Достопримечательности
- Братская могила советских воинов РККА. Похоронены 1009 павших воинов.

## Религия
- Православная церковь Николая Чудотворца УПЦ МП.[8].